# Wrens (Georgia)
Wrens – miasto w Stanach Zjednoczonych, w stanie Georgia, w hrabstwie Jefferson.